# Витебск (Воронежская область)
Витебск — хутор в Подгоренском районе Воронежской области.
Административный центр Витебского сельского поселения.
В 2007 году население хутора Витебск составляло 242 человека.

## География
В центре хутора находится пруд, застройка подковообразно его окружает. С севера расположен бывший хутор Сиротин, ныне — часть хутора Витебска.

### Улицы
- ул. Белогорская,
- ул. Молодёжная,
- ул. Садовая,
- ул. Степная,
- ул. Цветочная,
- ул. Центральная.

## История
Хутор расположен в центре поселения, на вершине холма, при построенной в XIX веке дороги Белогорье—Россошь. Основан в середине XVIII века.
В 1859 году в нём было 27 дворов и 151 житель. В 1900 году, совместно с хутором Сиротиным, в Витебске было — 171 двор и 1013 жителей, одно общественное здание, школа и лавка.
В 1970 году институт «РОСГИПРОЗЕМ» разработал для хутора Витебск и села Саприно генеральный план. А в 1989 году институтом «Воронежагропромпроект» был выполнен проект планировки и застройки этих населенных пунктов.

## Население
| 2010 |
| ---- |
| 215  |